# Carolliinae
Sous-famille
Les Carolliinae sont une sous-famille de chauves-souris.

## Liste desgenres
- Carollia Gray, 1838
- Rhinophylla Peters, 1865